# Thomas Smith (architecte)
Pour les articles homonymes, voir Thomas Smith (homonymie) et Smith.
Thomas Smith est un architecte britannique, né le 7 novembre 1798à Newington Butts, un ancien village dans le district londonien de Southwark, mort le 1er octobre 1875 à Hertford.

## Biographie
Thomas Smith est architecte honoraire de la Hertford Building Corporation, en 1862. Il est maire de Hertford en 1868. Il a eu comme apprenti l'architecte Alexander Marshall Peebles (1840 - 1891) qui a été l'architecte de la Corporation de la Cité de Londres en 1887. Il est le père de Thomas Tayler Smith (1834-1910) et de Urban Armstrong Smith. Son épouse, Élisabeth, meurt à Hertford, le 27 décembre 1841.

## Œuvre

### En Angleterre
En 1827-1828, il construit sa propre maison à North Road, Hertford. C'est un architecte très intéressé par le style gothique et il est spécialisé dans la conception, la construction et la restauration d'églises dans ce style. Il est rejoint par l'entrepreneur Obadiah Pulham. 
En 1830, il reçoit la commande d'une folie dans le style gothique à Benington Lordship. Pour la réalisation, ils travaillent avec James Pulham (1793-1838). Thomas Smith a travaillé plus tard avec James Pulham (1820-98), le fils de James Pulham. Il construit l'hôpital du comté de Hertford dont la première pierre est posée par l'évêque de Lincoln, 17 juillet 1832. L'hôpital a ouvert le 4 juillet 1833. 
En 1834-1835, l'entrepreneur James Clarke construit dans le style gothique Tudor l'infirmerie du comté de Louthe, à Dundalk, en Irlande, sur les plans de Thomas Smith. 
Il a été un surveillant du comté de Hertford entre 1837 et 1875, où il a construit la prison et l'asile d'aliénés. En 1837 il construit Parsonage House pour le révérend Samuel Valentine Edwards, à Newnham. On lui doit aussi Smith's Folly, à Hertford, une fausse tour ruinée avec mâchicoulis, construite en 1837 pour servir de réservoir d'eau. 
En 1842-1843, il construit Old Rectory, un bâtiment en brique dans le style gothique Tudor, sur Lench Road, à Church Lench (Worcestershire). En 1846, il construit, avec l'architecte Edward Blore, la maison de campagne The Frythe, dans le style néo-gothique, pour William Wilshere, dans le Hertfordshire. Il a été surveillant du comté de Bedford de 1847 à 1854 où il a construit l'église Saint Mary de Clophill, en 1849.Vers 1850, il construit une maison, au 45, North Road, Hertford. 
Il est surveillant pour le marquis de Salisbury en 1851.

### À Cannes

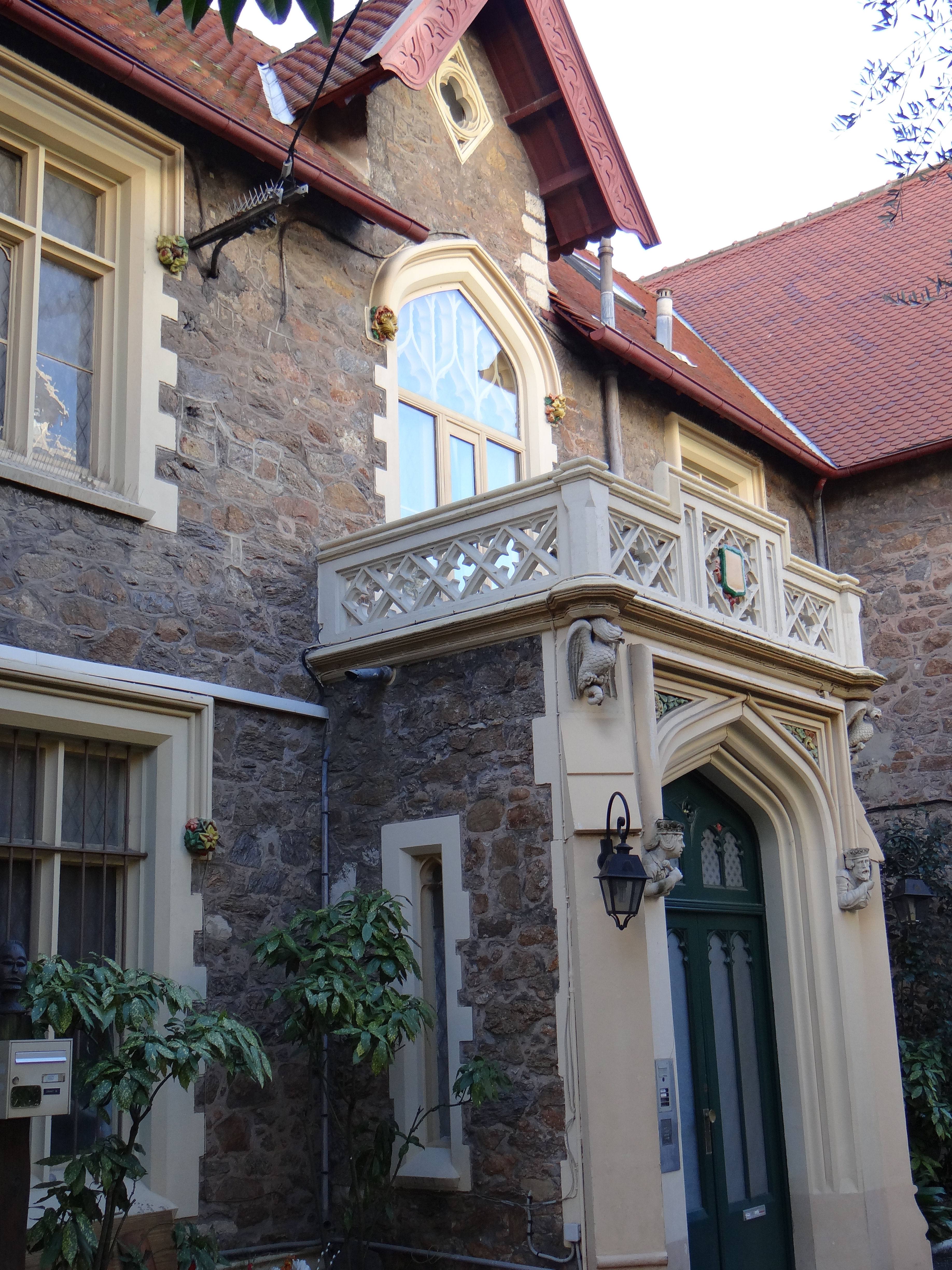
La villa Victoria, à Cannes.

En 1852, il arrive à Cannes à la demande de sir Thomas Robinson Woolfield pour lequel il fait les plans de la villa Victoria, construite par l'entrepreneur Odadhia Pulham (1803-1880) l'année suivante. 
Le révérend Henry Belmont Syms fait construire à l'extrémité ouest de Cannes, en 1854, au quartier de l'Aboucas, qui prend plus tard le nom de La Bocca, le château de La Bocca sur les plans de Thomas Smith. Le château vendu en 1937 a été démoli. 
Thomas Smith construit en 1855 la chapelle anglicane Christ Church dans un terrain séparé du parc de la villa Victoria de Cannes. À l'initiative de sir Thomas Robinson Woolfield, qui avait acheté un terrain de 8,5 hectares en 1848, il construit en 1856 le château du Riou dans le style néogothique avec des ouvertures Tudor, avec l'entrepreneur Odadhia Pulham pour lord Londesborough qui le nomma château des Tours. 
En 1867, Michaël Scott, inventeur de l'émulsion Scott, demande à l'architecte Thomas Smith de construite à l'entrée est de Cannes un château de style gothique écossais, le château Scott.

### Dans d'autres lieux
En collaboration avec son fils Thomas Tayler, il fait les plans de l'English hôtel et de l'église anglicane de Nice, construite entre 1860 et 1862. Thomas Smith a aussi construit des églises anglicanes à Stuttgart et à Naples.